# Alske Freter
Alske Rebekka Freter (* 29. Oktober 1991 in Hamburg) ist eine deutsche Politikerin (Bündnis 90/Die Grünen). Sie ist Mitglied der Hamburgischen Bürgerschaft während der 22. Wahlperiode.

## Leben
Freter hat einen M.A. Lateinamerika-Studien und arbeitet als Controllerin.

## Politik
Freter wurde am 23. Februar 2020 in die Hamburgische Bürgerschaft gewählt. Politische Schwerpunkte Freters sind vor allem Inklusion, Gleichstellung und Hamburg als sicheren Hafen für Geflüchtete.
Von 2016 bis 2020 war Alske Freter Kreisvorsitzende der Grünen Hamburg-Nord. Von August 2018 bis November 2019 war sie Sprecherin der Landesarbeitsgemeinschaft Sport. Bis März 2020 war Freter Abgeordnete der GRÜNEN Bezirksfraktion Hamburg-Nord und in diesem Amt Mitglied des Hauptausschusses, des Ausschusses Bildung, Kultur und Sport sowie des Ausschusses für Soziales und Jugendhilfeausschuss der Bezirksversammlung Hamburg-Nord sowie Sprecherin für Inklusion, Sport und Gleichstellung.
Seit 2020 ist Alske Freter als Abgeordnete der Grünen-Fraktion Mitglied der Hamburgischen Bürgerschaft. Sie ist Sprecherin für Europa, Internationales und Städtepartnerschaften. In dieser Funktion setzt sie sich insbesondere für europäische Solidarität, Menschenrechte und internationalen Austausch ein.